# Březová (ort i Tjeckien, lat 49,79, long 17,87)
Březová är en ort i Tjeckien. Den ligger i den östra delen av landet, 250 km öster om huvudstaden Prag. Březová ligger 518 meter över havet och antalet invånare är 1 307.
Terrängen runt Březová är platt åt nordväst, men åt sydost är den kuperad. Březová ligger uppe på en höjd. Runt Březová är det ganska tätbefolkat, med 86 invånare per kvadratkilometer. Närmaste större samhälle är Opava, 16,5 km norr om Březová. Omgivningarna runt Březová är en mosaik av jordbruksmark och naturlig växtlighet.